# Rosedale (Maryland)
Rosedale és una concentració de població designada pel cens dels Estats Units a l'estat de Maryland. Segons el cens del 2000 tenia 19.199 habitants.

## Demografia
Segons el cens del 2000, Rosedale tenia 19.199 habitants, 7.272 habitatges, i 5.330 famílies. La densitat de població era de 1.077,4 habitants per km².
Dels 7.272 habitatges en un 30,1% hi vivien nens de menys de 18 anys, en un 54% hi vivien parelles casades, en un 14,2% dones solteres, i en un 26,7% no eren unitats familiars. En el 21,8% dels habitatges hi vivien persones soles el 10,3% de les quals corresponia a persones de 65 anys o més que vivien soles. El nombre mitjà de persones vivint en cada habitatge era de 2,64 i el nombre mitjà de persones que vivien en cada família era de 3,07.
Per edats la població es repartia de la següent manera: un 23,8% tenia menys de 18 anys, un 7,6% entre 18 i 24, un 28,2% entre 25 i 44, un 23,9% de 45 a 60 i un 16,6% 65 anys o més.
L'edat mediana era de 39 anys. Per cada 100 dones de 18 o més anys hi havia 88,5 homes.
La renda mediana per habitatge era de 47.801 $ i la renda mediana per família de 52.925 $. Els homes tenien una renda mediana de 36.218 $ mentre que les dones 29.278 $. La renda per capita de la població era de 20.243 $. Entorn del 3,8% de les famílies i el 5,4% de la població estaven per davall del llindar de pobresa.

## Poblacions més properes
El següent diagrama mostra les poblacions més properes.